# Espace magazine
Espace Magazine  (ISSN 1634-0787) est un bimestriel français consacré à l'exploration spatiale et édité par le groupe Tiqap. Le rédacteur en chef d'ESPACE Magazine est Olivier Sanguy.
La revue a cessé de paraître depuis le mois de septembre 2008, après avoir publié 38 numéros.